# 東京都議会黒い霧事件
東京都議会黒い霧事件（とうきょうとぎかいくろいきりじけん）は、1960年代の東京都議会を巡る汚職事件。

## 概要
1960年代当時、一般都議会議員の報酬は月16万円であったが、これに対して都議会議長の報酬は月24万円で、これに年間交際費が2000万円加わり、不足すればさらに議会の予備費から持ち出すことができた。また、都議会議長は自動的に全国都道府県議会議長会の議長に就ける上、任期中には1ヶ月間の外遊も可能であったため、金と名誉を求めて議長希望者が名乗り出る中、都議会議長の座を巡って都議会過半数を占める自民党内では賄賂が飛び交っていた。
1965年3月9日実施の東京都議会議長選挙には小山貞雄・藤森賢三・加藤好雄の3人が自民党内で立候補し、賄賂が飛び交う中で小山貞雄が1943年の都政施行後第20代目の議長に就任した。しかし、3月15日に贈賄側が逮捕されたのを皮切りに、4月16日には小山貞雄が議長現職のまま逮捕された。捜査は6月中旬まで進められ、小山貞雄派が5人に対し130万円、加藤派が2人に30万円、藤森派が9人に185万円の賄賂を贈ったとして、計15人の都議が贈収賄（賄賂総額345万円分）で訴追された。
裁判では「自民党内の議長候補選定のための投票行為は党員としての政党活動か、議長選出の職務権限を持った都議会議員としての行動」かという問題が浮上したが、裁判所は「両者をことさら分離して無関係の者と考えることは不合理」「密接不可分の関係にあることは殆ど自明の理」として、公判中の死亡により公訴棄却となった2人を除いた13人全員に執行猶予付きの有罪判決を下し、1970年1月までに全ての判決が確定した。
- 藤森賢三 - 懲役2年6ヶ月執行猶予5年（贈賄）
- 小山貞雄 - 懲役2年執行猶予5年（贈賄）
- 浦部武夫 - 懲役6ヶ月執行猶予3年（贈賄）
- 内田道治 - 懲役1年執行猶予4年（贈賄）
- 田村幾太郎 − 懲役10ヶ月執行猶予3年・追徴金50万円（受託収賄、贈賄）
- 出口林次郎 - 懲役1年執行猶予4年・追徴金65万円（受託収賄）
- 中島与吉 - 懲役1年執行猶予4年・追徴金40万7000円（受託収賄）
- 上野藤五郎 - 懲役1年執行猶予4年・追徴金30万円（受託収賄）
- 石島参郎 - 懲役6ヶ月執行猶予2年・追徴金10万円（受託収賄）
- 町田勝二 - 懲役8ヶ月執行猶予3年・追徴金20万円（受託収賄）
- 森伝 - 懲役8ヶ月執行猶予3年・追徴金20万円（受託収賄）
- 斎藤卯助 - 懲役6ヶ月執行猶予3年・追徴金10万円（受託収賄）
- 荒木由太郎 - 懲役1年執行猶予3年・追徴金30万円（受託収賄）
- 加藤好雄 - 死亡につき公訴棄却（贈賄）
- 建部順 - 死亡につき公訴棄却（受託収賄）

## 関連事件
1965年の東京都議会議長選挙買収事件以外にも、1963年から1965年にかけて不正事件が発覚し、都議や都庁幹部・元副知事が訴追された。
1963年に発覚した事件
- 都財務局用地部用地課長が1960年7月頃に都営団地の用地買収の際に便宜を取り払った見返りとして、庁内紙代表から10万円の賄賂を受け取り、1961年6月頃に不動産ブローカーから第三者の庁内紙代表に5万円の賄賂を渡すように依頼して賄賂を贈らせた事件（第三者収賄では無罪となった）。
- 建部順元都議会議長が議長在任中だった1961年9月頃、都営団地用地買収予算の議会通過に、見返りとして庁内紙代表から200万円の賄賂を受け取った事件。
- 都の外郭団体である東京都競馬株式会社社長が競馬場施設賃貸問題について値上げしないように議決し、同社がレジャー施設を作ろうとしていた埋立権譲渡問題で、会社の申請を早急に議案として上程するよう建部と自民党前幹事長である荒木由太郎に頼み、1963年2月選挙資金として計500万円の賄賂を贈った事件。
- 建部が自ら会長を務める都の外郭団体・財団法人「愛都協会」から公金300万円を横領した事件。その他に建部が東京都競馬株式会社社長から150万円の収賄をした事件。さらに建部が庁内紙代表から用地買収に絡んで1,000万円の収賄約束をした疑惑（裁判では無罪となった）。
- 荒木が1960年6月に同月末に都議会議長選に立候補しようとしていた建部から自分への投票を頼まれ、30万円の賄賂を受け取った疑惑（贈賄の建部は時効が成立。裁判では無罪となった）。
- 1963年4月に行われた東京都知事選挙で、東龍太郎派の選挙幹部らが証紙を偽作し、関係者23人が起訴されたニセ証紙事件。

1965年に発覚した事件
- 自民党都議の須貝市正と都衛生局食品衛生課長が食肉移動販売車の営業許可を巡って、社長に対して営業許可をネタに1964年8月に1,000万円、同年9月に500万円要求した事件。
- 都衛生局食品衛生課長が田無保健所勤務時代の1963年に製パン業者から2万円の商品券を収賄した事件。
- 自民党都議の山屋八万雄がボウリング場の建設確認申請を巡って、反対請願運動による反対制限の審議をボウリング場側に有利に取り計らうために1964年4月に2業者3人から計100万円の賄賂を受け取った事件（贈収賄事件は職務権限がないとして無罪となる）。

都議や都庁幹部の判決等は以下の通り。
- 建部順 - 懲役2年6ヶ月追徴金400万円（収賄・公選法違反・業務上横領、収賄罪の一部無罪、控訴中に死亡し公訴棄却）
- 荒木由太郎 - 懲役1年8ヶ月追徴金250万円（収賄・公選法違反・受託収賄、受託収賄の一部無罪）
- 財務局用地部用地課長 - 懲役6年執行猶予3年追徴金20万円（収賄・第三者収賄、第三者収賄は無罪）
- 須貝一正 - 懲役1年（恐喝未遂）
- 衛生局食品衛生課長 - 懲役8ヶ月執行猶予3年追徴金2万円（恐喝未遂幇助・収賄）
- 山屋八万雄 - 罰金2万円（受託収賄・証人威圧・脅迫、受託収賄は無罪）

## その後

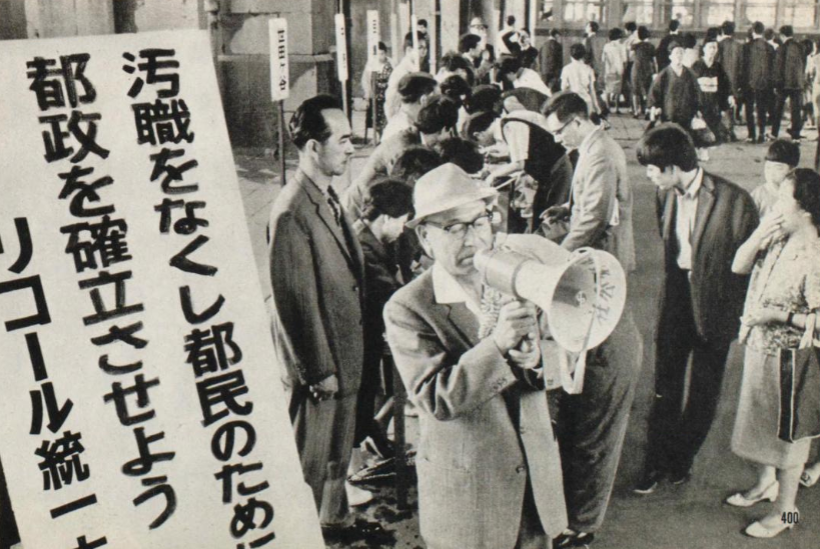
1965年6月5日、都政刷新都議会解散リコール統一本部は署名運動を開始した。数寄屋橋公園の街頭で署名を訴える本部長の中野好夫。

1965年6月1日に国会で地方議会解散特例法が成立し、6月3日に公布された。6月5日から、都議会解散を求めるリコール運動が都内各地で進められた。6月14日、都議会は同法に基づき、議決を経て自主解散した。都議選が統一地方選挙とは2年ずれて施行されるのは、この時の解散のためである。
1965年7月8日に東京都議会議員選挙は告示されるが、7月14日に全国地域婦人団体連絡協議会や主婦連合会などが選挙法改正運動協議会を立ち上げて悪質候補者追放のチラシを撒くなど、立候補者に従来にない厳しい目が向けられた。7月23日に投票が行われ、選挙結果は社会党が45議席（前回32議席）を獲得して第一党となり、自民党は38議席（前回69議席）と議席を減らして第二党に転落し、保革勢力が逆転した。これにより社会党の大日向蔦次が新たな都議会議長に選出され、そして2年後の1967年4月に美濃部亮吉革新知事の誕生となるきっかけとなった。